# Petőfi Sándor (könyv)
A Petőfi Sándor, alcíme: Kísérlet – Margócsy István irodalomtörténész Petőfi Sándor életművével, recepció- és kultusztörténetével foglalkozó könyve, mely a Korona Kiadó Klasszikusaink sorozatában jelent meg 1999-ben. 
A kötet nem monográfia, nem a költő teljes pályaképének kimerítő bemutatása. Inkább sajátos vitairatnak tekinthető, mely a hagyományostól eltérő szemlélettel, új összefüggések feltárásával közelít Petőfi költészetéhez és a kialakult Petőfi-kép módosítására tesz kisérletet.
A könyv anyagának jelentősen bővített, kiegészített változata Margócsy István: Petőfi-kísérletek – Tanulmányok Petőfi Sándor életművéről címen jelent meg 2011-ben a Kalligram Könyvkiadónál (454 oldal).

## Tartalom
A 312 oldalas kötetet rövid előszó vezeti be. A törzsanyag A romantikus Petőfi összefoglaló cím alatt öt fejezetből áll.
- A Petőfi-kultusz határtalanságáról
- Petőfi és az irodalmi gépezet – Petőfi mint modern polgári író
- Petőfi szerepdilemmái
- A romantikus Petőfi
- A szabad elvű Petőfi

Ezt életrajzi kronológia követi, melynek címéül egy idézet szolgál: „Költő vagyok, költőileg kell végigrohannom az életúton!” A könyvet jegyzetek, bibliográfia, név- és címmutató zárja.

## Ismertetése
A könyv nem ad teljes képet Petőfiről és költészetéről, a szerző nem is erre törekedett. Ahogy az alcím is utal rá, inkább megkisérelt a 20. század legvégén új szemlélettel közeledni a téma néhány fontos kérdéséhez, igyekezett az addig megszokottal szemben „valamelyest más pillantást vetni” az életműre. Ennek irányultságát már az előszóban megjelöli, amikor javasolja „…radikálisan átértelmezendőnek azt a stratégiát, mely Petőfiben csak vagy elsősorban egy speciális magyar népiességnek és népies realizmusnak látná megtestesülését.” (7.)
A Petőfi-kultusz határtalanságáról
Petőfi kultusza rögtön a költő halálakor kezdődött és szívósan tartotta/tartja magát több mint másfél évszázadon keresztül. Már személyes ismerősei is „a különlegesség és a mitikus emelkedettség jegyében” emlékeztek vissza rá. A kialakuló kultuszt egyaránt táplálta hősies szerepvállalása, erkölcsi tartása, költészetének újdonsága, és ezekre „recepciójának kultusza [is] ráépülhetett.” (36–37.)
Az irodalomtörténetben ez a „kultikus elfogultság” sokszor akadályozta/akadályozza műveinek vagy életművének értelmezését, egy reálisabb Petőfi-kép kialakítását. A Petőfi-szakirodalom jelentős részében egész sor kritikátlan magasztalásra, „elemzés helyett laudatio-ra bukkanunk”. (20.) Petőfivel kapcsolatban a „kultikus beállítódás” – olykor önkéntelenül – még kiemelkedő irodalomtörténészek munkáiban, nagy íróink megnyilatkozásaiban is előfordul. Mindezt a könyv a közélet és az irodalomkritika területéről, a 19. és a 20. századból egyaránt vett példák sokaságával illusztrálja. 
Petőfi és az irodalmi gépezet
Ez a fejezet, címének második részének megfelelően Petőfit mint a kialakuló polgári irodalmi élet részvevőjét mutatja be. A kultusz kialakulását ugyanis a költőnek már életében széleskörűen elterjedt híre alapozhatta meg. Ismeretes, hogy pályája kezdetén Petőfi sokat nélkülözött, félig csavargó életet élt, színészként is kereste a helyét. Az irodalomba belépésével azonban „rövid, alig hétéves irodalmi működése során eladdig teljesen ismeretlen nagyságrendű karriert futott be”. A kortársak, Jókai Mór és Vahot Imre visszaemlékezéseiből is tudható, hogy ő volt az első magyar író, aki évdíj vagy mecénási támogatás nélkül, „kizárólag írásainak jövedelméből meg tudott élni.” 
Az irodalmi élet nálunk ebben az évtizedben kezdett el piacosodni, és Petőfi ezt ki is használta. Miután sikerült Pesten, az irodalmi élet központjában letelepednie, és 1844-ben álláshoz is jutott, tudatosan törekedett arra, hogy munkái rendszeresen megjelenjenek és kritikai visszhangot is keltsenek. Szerződésben vállalta, hogy egy folyóirat (a Pesti Divatlap) minden számában megjelenik műve. A sajtó folyamatosan hírt adott róla és készülő verseiről; minden évben megjelent egy vagy két önálló kötete, és egyáltalán: „a modern irodalmi gépezetnek, az irodalmi iparnak jóformán minden mozzanatát felhasználta érvényesülésének érdekében.” (50.) Ez a lendület csak az „irodalmi piac” visszaszorulásával, 1848. második felében tört meg, akkortól ismét anyagi gondjai támadtak.
Petőfi szerepdilemmái
A szerző szerint a magyar irodalomtörténetben Petőfiről többnyire portrét, irodalmi jellemzést írtak, és ennek során életművét tökéletesen egységesnek, egyöntetűnek tekintették; igyekeztek életét és költészetét is, „mindent egy meghatározó alapra építeni”. (77–79.)
Holott Petőfi figurája és költészete egyáltalán nem olyan homogén, nem annyira egyféle. A költő maga is utalt rá és vállalta, hogy költészete nem egységes, „hogy egy időben is többféle költészetet művel.”
Nem ért engem a világ,
Nem fér a fejébe,
Egy embernek éneke
Hogy lehet kétféle.
Margócsy István tehát éppen nem az egységet találja meghatározónak ebben a költészetben, amikor kijelenti, hogy „Petőfi a romantika által kínált nagy költőszerepek közül hármat fogadott el, tett magáévá és mondott ki verseinek beszédszólamában:
- a szélsőségesen individualista vallomásos költő szerepét
- a természetbe és a közösségbe beleolvadó, bennük tökéletesen feloldódó „természetes” költő szerepét
- a népét vezető és irányító profetikus költő szerepét.”

E szerepek folyamatosan egymás mellett éltek, és ezek váltogatásával magyarázhatók a költő éles hang- és korszakváltásai is; „költői sajátszerűségét és nagyságát alighanem épp az adja meg, hogy költészetében nem tett kizárólagos választást e szerepek között.” (104–105.) 
A továbbiakban a tanulmány bemutatja, hogyan jelentkeznek az egyes szerepek Petőfi verseiben, valamint utal e szerepek ütközéséből fakadó dilemmákra, ellentmondásokra az életműben. Például: „Petőfi éppen emiatt sokszor megengedi magának azt is, hogy ugyanarra a maga által feltett kérdésre kétféle választ is adjon, kétféle művel vagy műfajjal válaszoljon.” (132.)
A romantikus Petőfi
Margócsy István már az előszóban és a kötet korábbi részeiben is egyértelműen kifejti véleményét, hogy Petőfi romantikus költő. Ebben a fejezetben részletesen bemutatja az irodalomtörténet-írásnak ezzel a felfogással nagyrészt ellentétes nézeteit, illetve a 20. századból azokat, amelyek ezt a felfogást igyekeztek megkerülni.
A szerző szerint az 1970-es években  kialakult, „ránk hagyományozódott” Petőfi-kép rendkívül konzervatív. Az akkori jelentősebb szakírók mindegyike „legszívesebben szinte kivenné Petőfit és költészetét a romantika keretei közül…” Bár természetesen látják e költészet romantikus vonásait, de szerintük Petőfi a romantikát „meghaladta” vagy „beteljesítette és túlhaladta”, illetve a romantikával „vitte diadalra a lírai realizmust”. (139.) Velük és a jóval korábbi szakírók (Horváth János, Karácsony Sándor és mások) bizonytalan realizmus-felfogásával is vitatkozva állítja a szerző egyértelműen: „Petőfi nem hogy „meghaladta” volna a romantikát, hanem épp minden gesztusával annak megtestesítésére tört.” (146.)
Stílusát leginkább „az ellentételező, kontrasztos világ- és költészetfelfogás” alakítja. Sok versében poláris ellentétek szembenállását fogalmazza meg, „– s alighanem ez volt Petőfi legnagyobb, egyszerre költői, egyszerre politikai újítása  – egy állandó választáskényszert is. A kettősség parancsolólag írja elő a „férfi” számára a választást…” (Ha férfi vagy, légy férfi…, 179.). 
Petőfi romantikus nyelv- és képhasználatának jellemzője a „vizionárius látásmód”, mely még egyszerű tárgyias leírásaiban is jelentkezik, a háborús versekben pedig teljesen uralkodóvá lesz. „Úgy vélem, alapjában véve alighanem ez a mindennapiságtól elrugaszkodott, állandóan minősítő és átértelmező látomásosság különbözteti meg a legélesebben Petőfit kortársai többségétől, s kivált a népiesség más költőitől…” (193.) Margócsy versidézetekkel és rövid elemzésekkel, például a tájleíró versekkel támasztja alá állításait: Az Alföld, A Tisza, Kis-Kúnság (202–206.), A puszta, télen. (210.) 
A szabad elvű Petőfi
Köztudott, hogy Petőfi a szabadság költője. A Szabadság, szerelem! című epigrammában is kinyilvánítja a szabadság „mindenekfelettiségének és mindenhatóságának korlátlan igényét.” Ezt közvetíti egyebek között a Farkasok dala csattanós befejezése is (…De szabadok vagyunk!).
Mint romantikus költő, nem tesz különbséget a fogalom sokféle értelmezési lehetősége között, ez nála egy differenciálatlan, „parttalanul „szabad” szabadságfogalom” – írja Margócsy István és hozzáteszi: „Petőfi aligha nevezhető közvetlenül és egyértelműen, a szónak eszmetörténetileg szoros értelmében szabadelvűnek”. (216.)
Ám a konkrét helyzetek és történelmi események során a szabadság értelmezésének többféle lehetősége adódik; az elvont szabadság „inkarnációja”, „aktuális konkretizációja” többféle változatot mutat fel. A változatok „e konkretizációk során oly ellentéteket is magukba foglalnak, melyek elvileg nehezen feloldhatók és alig összeegyeztethetők.” (218.)
A fejezet tehát a költő gondolkodásában fellelhető ellentmondásokra irányítja a figyelmet és arra, hogy ezek elemzése mindeddig nem hozott megnyugtatóan összegző végeredményt. (230.) 
Ilyen ellentmondás például, hogy a Nemzeti dal egységre, nemzeti összefogásra szólít fel, a gúnyos hangvételű, lázító Dicsőséges nagyurak… viszont a nemzet „osztályszempontú megoszlását hirdeti.” (231.) Az 1848-as év eseményei „szélsőséges, poláris reakciókat hívtak elő Petőfi gondolkodásából”, amit Az apostolban kimutatható „koncepcionális feszültség” is jelez. Itt a szerző idézi Az apostol híres, A szőlőszem kicsiny gyümölcs… kezdetű hosszabb részletét, melyet így jellemez: „Petőfi e sorokban méltóságteljes rezignációval foglalja képbe a romantikus liberalizmus[nak a] szerves történetfejlődésről szóló tanát…”. Holott az egész műben „épp ennek a szenvedélyesen megfogalmazott koncepciónak [ti. a forradalom nélküli szerves fejlődésnek] a lehetetlensége rajzoltatik meg…” (233.)

## Fogadtatása
Orosz László: Könyvében Margócsy nem áll elő új adatokkal, hanem új összefüggések feltárásával, új szemlélettel, más-más irányból közelíti meg a hagyományos Petőfi-képet és javasolja módosítását. A recenzens nem értelmezi vagy értékeli a kötet főbb állításait, hanem lényegre törő, közérthető nyelven sorra veszi az egyes fejezetek tartalmát. Például: „A szabad elvű [!] Petőfi című fejezet a költészetében igen jelentős szabadságeszmével foglalkozik. (…) A "szabad elvű" írásmóddal azt kívánja jelezni Margócsy, hogy Petőfi nem nevezhető a kor politikai szóhasználata szerint szabadelvűnek, liberálisnak. Szabadságeszméjének éppen differenciálatlansága miatt válhatott utókorában különféle politikai törekvések "lobogójává".”
Kinyilatkoztatások helyett végre „új szempontokat érvényesítő, új kérdéseket megfogalmazó írást” kapunk Petőfi életművéről – kezdi recenzióját Ratzky Rita. A Petőfi-kultusz határtalanságáról című fejezetből kiemeli, hogy Petőfi verseinek első értelmezői (az 1850-es években) az életmű jelentés részét még nem ismerhették. A Petőfi és az irodalmi gépezet című „irodalomszociológiai esettanulmány” Petőfi személyiségének korábban homályban maradt oldalát világítja meg. A romantikus Petőfi című fejezet egy része „nagyívű recepciótörténet” a Petőfi realizmusa és/vagy romantikája témában. A könyv legmaradandóbb gondolatai „Petőfi vizionárius látásmódjával kapcsolatosak, amelyet a romantikus vers leglényegesebb jellemzőjének tart, mégpedig joggal…”.
Szegedy-Maszák Mihály szerint a szerző kötetében rendkívül alaposan mutatja be a szakirodalom régi beidegződéseit (91.) és meggyőzően bizonyítja, hogy az „egységes jellemrajz és egységes pályakép" eszményétől csak kevés irodalmár tudott szabadulni. (80.) Ezért is „meglepő a türelem, amellyel Margócsy István a múlt örökségének némely részeit értékeli. (…) Teljesen indokolt [azonban] a kíméletlen bírálat, mely a közoktatást éri, amiért Petőfi műveit a mai napig az életrajznak rendeli alá…” – írja a recenzens, majd kiemeli: „Margócsy István értelmezéseiben újszerű vezérgondolat, hogy szerepjátszás helyett szerepek közötti feszültséget tulajdonít Petőfi némely műveinek. Ez a jellemzés roppant találó, s egyes költeményeknek korábban észre nem vett vagy alig méltatott tulajdonságaira hívja föl a figyelmet.” Hiányolja azonban, hogy a könyvben ritkán helyeződik nemzetközi összefüggésbe a magyar irodalom. Kritikai megjegyzései leginkább a romantika fogalmának „nem eléggé tartalmas és árnyalt” használatára vonatkoznak: „a romantika inkább csak megneveződik e könyvben; a fogalom nem elég világosan körvonalazott.”
Borbély Szilárd: A könyv eredményei mind visszavezethetők a Petőfi-kultusz megtörésének igényére. Ezt látjuk már az első fejezetben is, ahol „a leleplezés, a kifordítás tanulságos és élvezetes példáival él a szerző.” A leghatásosabb a Petőfi és az irodalmi gépezet című tanulmány, mely magával ragadó olvasmány is. „A fejezet leleplező elbeszélése bemutatja a Petőfiről hagyományozódott kép – amelynek megalkotásában maga az érintett is tevékenyen részt vett – ellenkezőjét: nem a magányos, heroikus hős lesz monumentummá, hanem egy gépezet fogaskereke maga is, ám arra törekszik mindvégig, hogy a legfontosabb kerék legyen a rendszerben.” „Az újraértelmezés izgatott szándéka hatja át” a Petőfi szerepdilemmái és A romantikus Petőfi című fejezetek vitairatként működő írásait. A cikk kritikai megjegyzése: „Talán a lehetségesnél kevesebb súly esett a prózaírói, a drámaírói stb. részére” az életműnek.
Kerényi Ferenc recenziójából: Margócsy „az adott terjedelemben kutatási stratégiát vázol fel, amelyet összesen öt irányban képzel el (kultusztörténeti, irodalomszociológiai, alkotáslélektani, stílustörténeti-nyelvi és eszmetörténeti megközelítésben), és a mindegyiken tett jelentős lépéssel megteremti annak a szakmai párbeszédnek, vitának a lehetőségét, amelyiket az elmúlt évtizedben a Petőfi-recepció sajnálatosan nélkülözött. (…) Jelentős munka született, amellyel a Petőfi-kutatás megkezdheti az újraépítkezés időszakát, és amelynek a laudáció is kijár.”